# Línea Moreda-Granada
La línea Moreda-Granada es una línea de ferrocarril de ancho ibérico perteneciente a la red ferroviaria española.Tiene una longitud de 56,7 kilómetros y transita íntegramente por la provincia de Granada. En sus orígenes el trazado fue parte del ferrocarril Murcia-Granada, cerrado parcialmente en 1985. Actualmente forma un ramal de la línea entre Linares y Almería. Es una de las dos líneas ferroviarias que llegan a Granada, junto a la línea de AV Antequera-Granada. Según la catalogación de Adif, es referida como la «línea 416».

## Historia

### Orígenes y construcción
Para permitir la conexión de Granada con el Levante en 1870 se promulgó una ley en la que se planeaba la construcción de un ferrocarril entre Granada y Murcia. La línea fue dividida en dos, Granada-Baza y Baza-Murcia. El tramo Baza-Murcia fue completado en 1894, mientras que el tramo Granada-Baza sufría numerosos retrasos. El tramo Granada-Baza se mostró coincidente en parte con la línea en construcción entre Linares y Almería. El tramo común elegido es el que discurre entre las estaciones de Moreda y Guadix, lo que hacía necesario construir un tramo Guadix-Baza y otro tramo Moreda-Granada.
Al convertirse virtualmente en un ramal del ferrocarril entre Linares y Almería, la línea Moreda-Granada fue adjudicada a su misma empresa constructora —la Compañía de los Caminos de Hierro del Sur de España— en septiembre de 1897. El tramo Moreda-Deifontes fue abierto al servicio en enero de 1902, seguido por el tramo Deifontes-Albolote en abril de 1903. Tras completarse el trazado entre Albolote y Granada, la línea fue abierta a la explotación en mayo de 1904.

### Explotación
En Granada la compañía del «Sur de España» habilitó una estación propia como terminal de su línea, la estación del Sur. Esta era diferente a la estación ya existente de la línea Bobadilla-Granada, que pertenecía a la Compañía de los Ferrocarriles Andaluces. En un principio no existió una conexión ferroviaria entre ambas, no existiendo la posibilidad de trasbordo directo de pasajeros y mercancías. Esta situación se solventó con la construcción de un pequeño ramal que unía ambas estaciones, el cual entraría en servicio en octubre de 1907. En 1916 la explotación de la línea fue arrendada a la Compañía de los Ferrocarriles Andaluces, que se haría con su propiedad tras anexionarse en 1929 a la compañía del «Sur de España».
En 1941, con la nacionalización de los ferrocarriles de ancho ibérico, la línea quedó integrada en la red de RENFE. Bajo la nueva operadora los servicios ferroviarios se centralizaron en la antigua estación de «Andaluces». Por su parte, la estación del Sur pasó a ser utilizada como depósito y talleres, siendo desconectada de la línea Moreda-Granada. En el interior de Granada, junto a la línea, circula paralela la vía que une actualmente la estación con el depósito, sin conexión entre ellas. Años después se construyó un by-pass junto a la estación de Moreda, que impedía la necesidad de que los trenes entre Granada y Almería invirtieran marcha en esa estación. Este by-pass es conocido como el «triángulo de Moreda».
En enero de 2005, con la división de RENFE en Renfe Operadora y Adif, la línea pasó a depender de esta última.

## Trazado y características
Es una línea convencional de ancho ibérico (1.668 mm) no electrificada y de vía única. Dispone de bloqueo automático con CTC, por lo que no precisa de personal de circulación en las estaciones, y utiliza para las telecomunicaciones el sistema Tren-Tierra. Se utiliza el sistema de seguridad ASFA. La velocidad máxima autorizada es de 140 km/h, aunque existen numerosas limitaciones de velocidad inferiores a lo largo de la línea. La rampa característica máxima es de 23 milésimas. Admite trenes de viajeros de hasta 270 metros y de mercancías de hasta 450. La línea dispone de dos túneles, un pequeño túnel en el entorno del pantano de Cubillas, y otro de mayor entidad que le permite atravesar por completo bajo tierra la localidad de Iznalloz.

## Tráfico actual
El principal tráfico del trazado lo constituyen los servicios de Media Distancia (concretamente la línea 68) que enlazan Granada con Almería con carácter diario. Hasta hace unos años la línea también era utilizada para los trenes que unían Granada con levante, y por los servicios de Larga Distancia entre Granada y Madrid. La inauguración de la línea de alta velocidad Córdoba-Málaga hizo que este último tráfico se acabase realizando a través del NAFA. En el ámbito de mercancías acogió el llamado tren butanero Albolote-San Roque, que realizaba inversión de marcha en la estación de Granada. No obstante, esta relación fue suprimida tras el desmantelamiento de la planta de Repsol que se hallaba situada en las cercanías de la estación de Albolote. 